# Chardonnay (uva)
Chardonnay é uma uva da família da Vitis vinifera, a partir da qual é fabricado vinho branco de qualidade. Também é conhecida como aubaine, beaunois, melon blanc e pinot chardonnay.
A chardonnay é usada na composição do vinho champagne, sendo responsável por seu aroma característico.

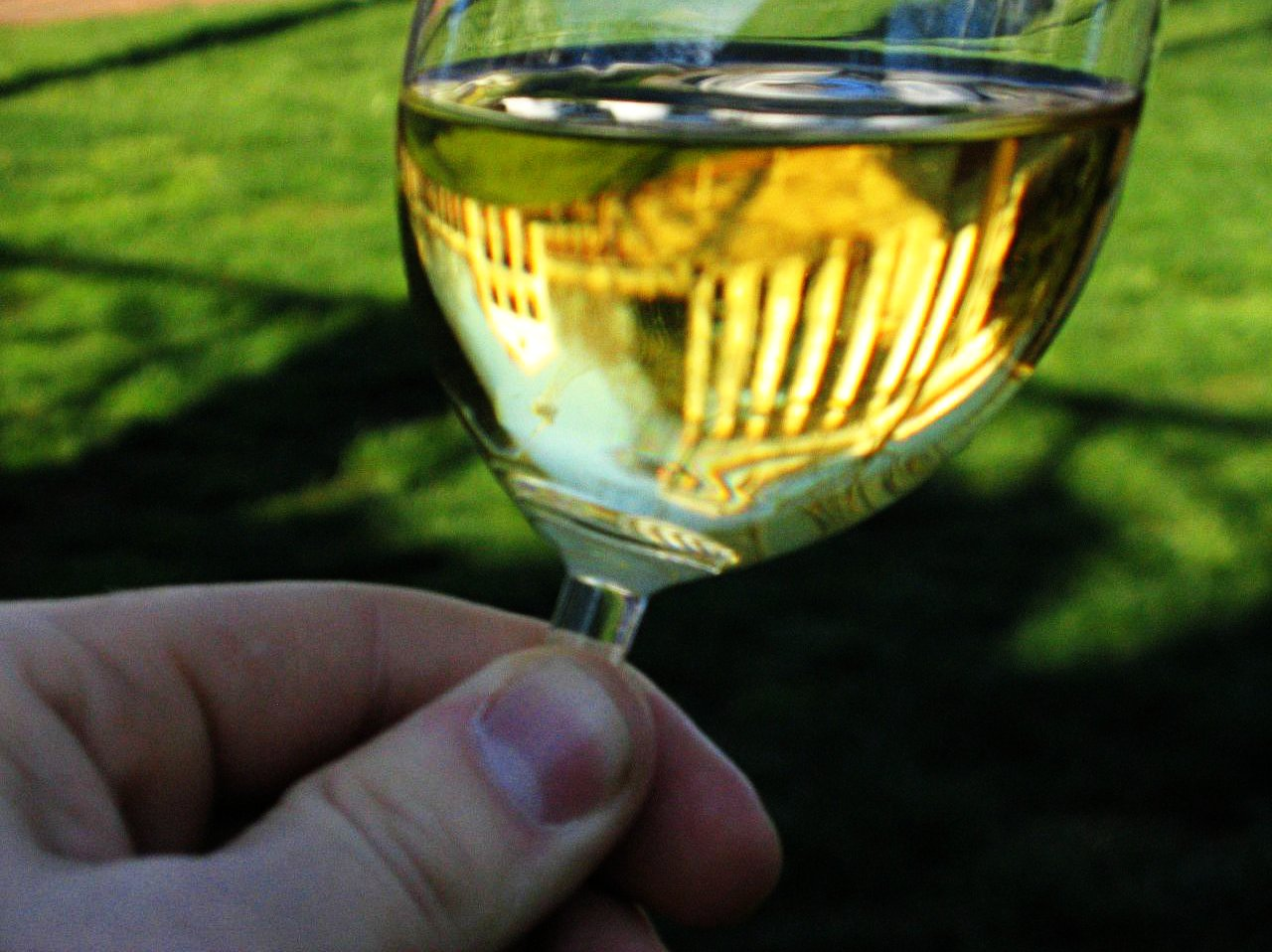
Taça de chardonnay